# Juan Pablo Soler
Juan Pablo Soler Nuez (Torre de las Arcas, Teruel, 26 de junio de 1837 - Zaragoza, 7 de agosto de 1872) fue un abogado, político y periodista español del siglo XIX.

## Biografía
Nació en Torre de las Arcas en una familia liberal (su padre y su hermano fueron maestros) y fue educado en Zaragoza. 
Mostró tendencias demócratas durante el bienio progresista participando en la Milicia Nacional, en los periódicos El Aragonés y El rayo de luz, ambos de ideas demócratas y republicanas, y en el Partido Democrático de Aragón de Eduardo Ruiz Pons. 
Perseguidos por sus actividades políticas, Ruiz Pons terminó exiliándose en 1862 y Soler pasó a liderar la organización local en Zaragoza, para lo que fundó un diario llamado El Tizón. Entre sus reivindicaciones estuvo la erección de un monumento a Juan de Lanuza como símbolo de los fueros y libertades aragoneses y actividades formativas para obreros. Se desvinculó sin embargo de las protestas violentas de la noche de San Cándido en 1865. Pese a ello, terminó siendo juzgado por sus artículos en La Discusión y El Pueblo y desterrado a Fernando Poo, de donde se fugó en 1866.
Tras algunas actividades revolucionaras y artículos periodísticos desde su exilio en Inglaterra, Francia y Portugal, regresó a España con el Sexenio Democrático de 1868. Fue activo en la junta revolucionaria y nombrado alcalde popular, fue elegido diputado por Zaragoza a cortes constituyentes en 1869. Continuó su labor periodística en periódicos como El Proletario, La República Ibérica o La Revolución (del que fue fundador). Revalidó el escaño en las sucesivas elecciones de 1871 y 1872, muriendo en ese último año.